# 長野賢忠
長野 賢忠（ながの けんちゅう、生没年不詳）は、戦国時代前期の上野国の武将。上野長野氏の一族。賢忠は法名（橋林寺殿節菴賢忠大禅定門）であり、実名は不詳。
永正3年（1506年）に、賢忠が父とみられる聖仲（顕業）の菩提寺・橋林寺に寺領を寄進している。家督継承のこの時期に既に法名である「賢忠」を名乗っていることから、黒田基樹は既に30歳を超えていたと推定している。大永4年（1524年）に箕輪城の長野方業が顕景を攻めた際に同調した長野宮内大輔は、賢忠のこととみられている（黒田説では方業および房業は賢忠の兄弟とする）。天文10年（1541年）には、深谷上杉憲賢・那波宗俊・成田親泰・桐生助綱とともに金山城主横瀬泰繁を攻めて敗退した。これが文献上の終見である。
没年については永禄6年（1563年）とする文献があるが、これは賢忠の代に厩橋長野氏が滅亡したとする誤認に由来する伝承によるもので、実際には賢忠の後に数代続いていることから成り立ちにくい（黒田は天文10年段階で既に70歳を越しているとして、同年を確認できる活動の下限を位置づける）。また、賢忠の次に文献に登場し、天文22年（1553年）以前に没した「道安（弾正入道）」という人物の位置づけについて、研究者の間で意見が分かれている。久保田順一は道安が賢忠と同一人物である可能性を指摘しているが、黒田は今井善一郎の研究に基づき、道安の法名は「高竹院殿泰室道安庵主」で天文22年12月24日に没した賢忠の嫡子と推定する。
天文22年12月29日に、長野道賢が橋林寺に道安の焼香料として寺領を寄進しており、道安が賢忠本人、嫡男のいずれであったとしても、道賢が道安の後継者として厩橋長野氏を継いだとみられる。